# Cenotillo
Cenotillo é um município do estado do Iucatã, no México. Conta com uma extensão territorial de 614,43 km². A população do município calculada no censo 2005 era de 3.540 habitantes.